# Franz Josef Attems-Petzenstein
Franz Josef Attems-Petzenstein   (* 19. Dezember 1914 in Graz; † 18. September 2003) war ein österreichischer Generalmajor, 1956 erster Chef des Stabes der Gruppe I, später unter anderem Militärattaché in Großbritannien und Schweden.

## Leben
Franz Josef Attems-Petzenstein wurde 1914 als Sohn von Viktor Johann Michael Graf von Attems-Petzenstein und Valerie Kirchgaesser von Rheinhoven geboren. Er maturierte 1933 im Theresianum. Anfang des Zweiten Weltkrieges diente er als Batterieoffizier im Artillerie-Regiment 96 der 44. Infanterie-Division (Wehrmacht), dessen Standort mit Stab 1939 Znaim war. Nach der Neuaufstellung des Bundesheeres  der zweiten Republik wurde er 1956 als Oberstleutnant des Generalstabs zum Chef des Stabes der Gruppe I bestellt und musste mit diesem Verband sogleich die Sicherung der Ostgrenze Österreichs während der ungarischen Revolution im Herbst dieses Jahres übernehmen. Von 1960 bis 1965 war er Militärattaché in Großbritannien. 1962 wurde er Oberst des Generalstabes. Von 1965 bis 1970 leitete er die Vorschriftenabteilung des Bundesministeriums für Landesverteidigung und wurde  1968 zum Brigadier befördert. Von 1971 bis 1975 diente er als Militärattaché in Schweden, mitakkreditiert in Dänemark und Finnland. Von 1975 bis 1979 war er als Leiter der Attachéabteilung tätig, zuletzt als Generalmajor. 
Im Service historique de la Défense wird als Gabe im April 1981 von Franz Attems-Petzenstein eine Kopie des Tagebuches des napoleonischen Colonel Michel Menou Baron von Dujon (1776–1841), der 1814 zu den Bourbonenen wechselte, gelistet.

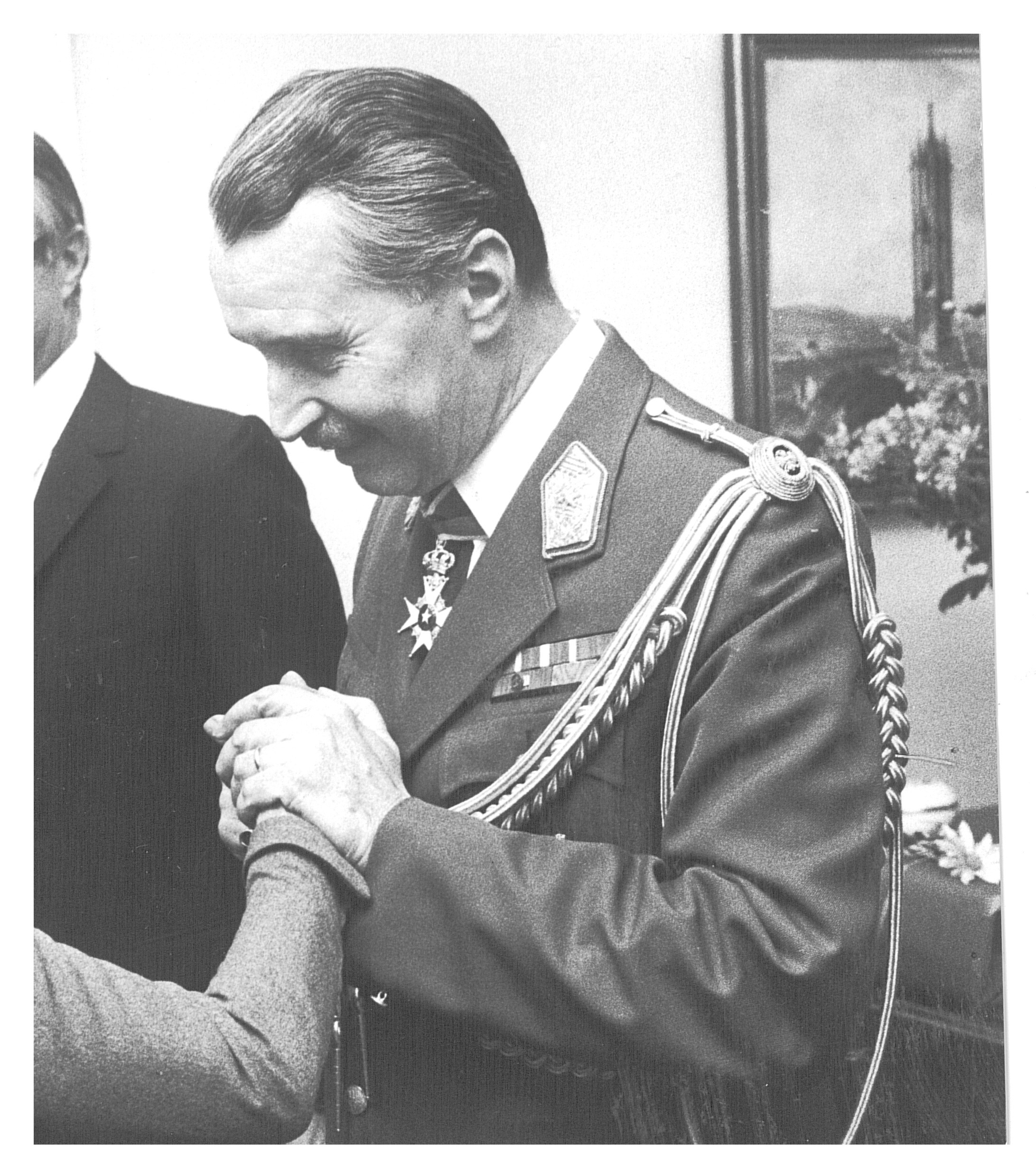
Generalmajor Franz Joseph Attems-Petzenstein, Verteidigungsattaché, Empfang Schwedische Königin

## Auszeichnungen
- 1960: Silbernes Ehrenzeichen für Verdienste um die Republik Österreich[5]
- 1973: Großes Ehrenzeichen für Verdienste um die Republik Österreich